# Composition C-3
Pour les articles homonymes, voir C3.
La Composition 3 ou C3 est un explosif de la famille des plastics, plus communément appelé C-3.

## Composition et propriétés
Elle contient 77±2 % de RDX ou cyclotriméthylènetrinitramine (soit un taux légèrement plus élevé que pour son prédécesseur C-2) et 23±2 % de plastifiant explosif constitué de mononitrotoluène, d'un mélange liquide de dinitrotoluènes, de trinitrotoluène, tétryl et de nitrocellulose.
C'est un solide jaunâtre, à l'apparence du mastic, soluble dans l'acétone. Sa densité est de 1,6. Sa stabilité chimique est bonne. Cependant, elle durcit et devient fragile à -29°C et sa volatilité et son hygroscopie ne sont pas satisfaisantes, défauts corrigés dans la génération suivante, la composition C-4.